# Campus de Anchieta

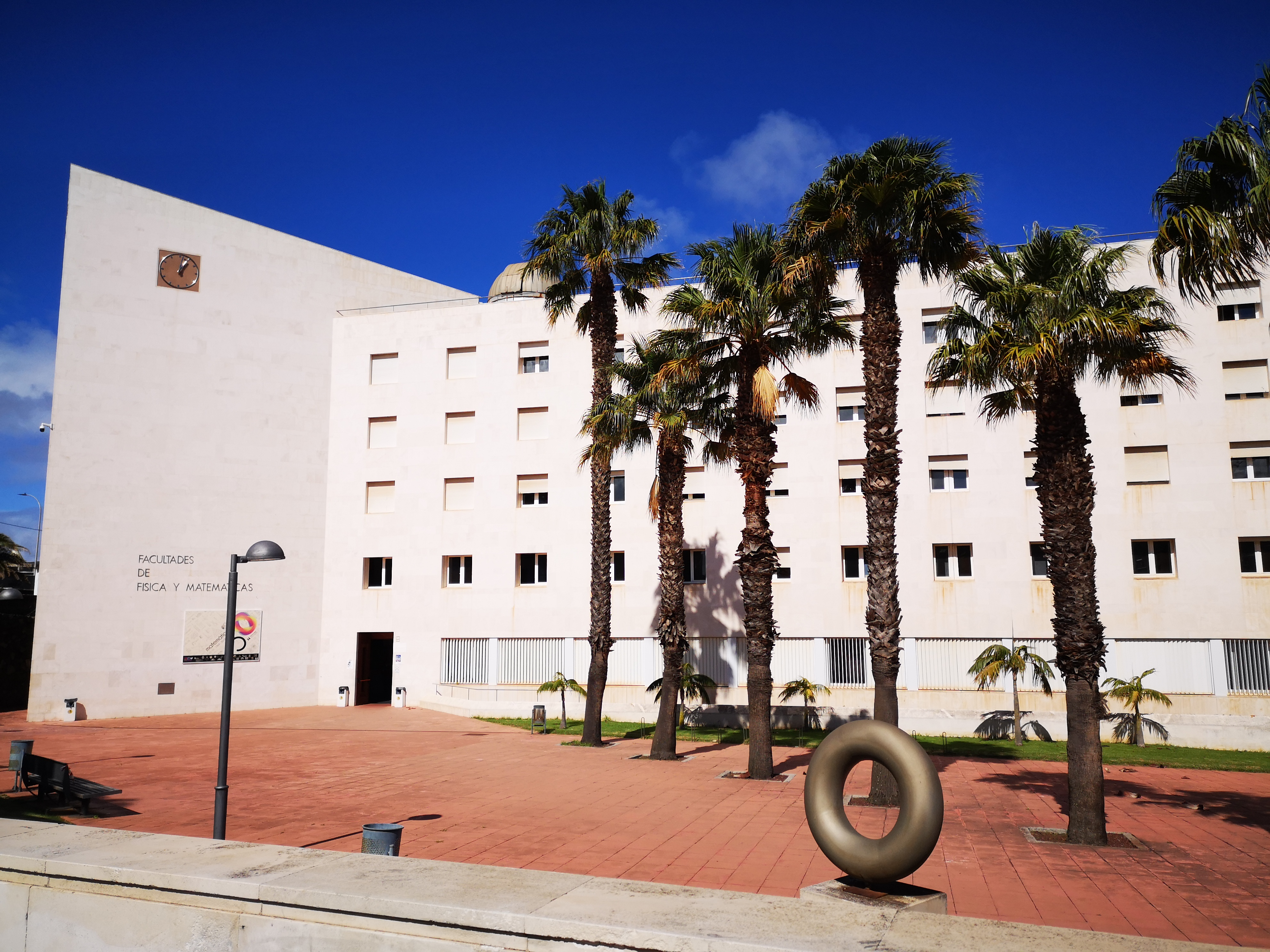
Edificio que alberga la Facultad de Física y la Facultad de Matemáticas

El Campus de Anchieta es uno de los cinco campus de la Universidad de La Laguna. Está orientado prácticamente en su totalidad a las ciencias experimentales y actualmente presenta el mayor patrimonio inmobiliario de la universidad con 89.576 m². Se encuentra junto a la autopista del norte y el barrio de El Coromoto, encontrándose también cerca del aeropuerto de Los Rodeos. El campus toma su nombre debido a su cercanía al Monumento al Padre José de Anchieta ubicado junto a la rotonda o glorieta del mismo nombre. Anchieta, santo católico nacido en la ciudad de La Laguna fue misionero en Brasil.
En este campus se ubican los distintos edificios que integran la Facultad de Ciencias: Física, Matemáticas, Biología y Química. Además, la Escuela Superior de Ingeniería  y Tecnología, la Sección de Farmacia de la Facultad de Ciencias de la Salud, la Sección de Ingeniería Agraria de la Escuela Politécnica Superior de ingeniería, el Instituto de Bio-Orgánica Antonio González (IUBO), el Instituto de Enfermedades Tropicales de Canarias, el Instituto de Productos Naturales y Agrobiología del CSIC (IPNA-CSIC), el Estabulario, el edificio de Servicios Generales de Apoyo a la Investigación (SEGAI) y el Edificio Javier Fernández Quesada de servicios al alumnado ULL-CajaCanarias.

## Departamentos[2]
- Análisis matemático
- Astrofísica
- Biología Animal y Edafología y Geología
- BioquÍmica, Microbiologia, Biología Celular y Genética
- Botánica, Ecología y Fisiología Vegetal
- Física
- Ingeniería Agraria, Náutica, Civil y Marítima
- Ingeniería Informática y de Sistemas
- Ingeniería Industrial
- Ingeniería Química y Tecnología Farmacéutica
- Matemáticas, Estadística e Investigación Operativa
- Química
- Química Orgánica
- Sociología

## Transportes
- Guaguas:
  - Línea 610
- Tranvía de Tenerife:
  - Padre Anchieta